# Офелія (картина)
«Офелія» (англ. Ophelia) або «Смерть Офелії» — картина англійського художника Джона Еверетта Мілле, закінчена між 1851 і 1852 роками.

## Сюжет
Мілле відтворив сцену, яка описана Королевою, матір'ю Гамлета. Вона розповідає про подію як про нещасний випадок:
|  | Там, де верба нависла над струмком, Купаючи у плесі віти сиві. Сплела вінки химерні — кропиву, Жовтець, стокротки і зозулинець, Що грубі пастухи йменують бридко, Стидні дівчата ж звуть мертвецьким пальцем. Тоді на гілку злізла почепити Свої вінки; зрадливий сук зломивсь, І всі ті зела, та й вона сама Упали в бистрину. Її одіння, Роздувшись, бідну понесло, як мавку. |

## Історія створення
Мілле працював над картиною у два окремих етапи: спершу він намалював пейзаж, а потім — фігуру Офелії.